# DeLand
DeLand – miasto w Stanach Zjednoczonych, w stanie Floryda, siedziba administracyjna hrabstwa Volusia.